# Östergadden, Kyrkslätt
Östergadden är en ö i Finland. Den ligger i Finska viken och i kommunen Kyrkslätt i den ekonomiska regionen  Helsingfors i landskapet Nyland, i den södra delen av landet. Ön ligger omkring 21 kilometer sydväst om Helsingfors.
Öns area är 1,7 hektar och dess största längd är 270 meter i nord-sydlig riktning. Närmaste större samhälle är Esbo, 16,5 km norr om Östergadden.